# Reichelbach
Der Reichelbach ist ein 3,1 km langer, orografisch rechter Nebenfluss der Wied im rheinland-pfälzischen Landkreis Neuwied. Der Bach fließt vollständig im Gebiet der Stadt Neuwied.

## Geographie
Der Bach entspringt im Irlicher Wald etwa 2 km nordwestlich von Segendorf und etwa 700 m westlich vom Schloss Monrepos auf einer Höhe von 303 m ü. NN. Von hier aus fließt er vorrangig in südöstliche Richtungen. Nach etwa 2 km erreicht der Bach den westlichen Ortsrand von Segendorf. Hier mündet linksseitig der Aubach, bevor der Reichelbach auf 69 m ü. NN rechtsseitig in die Wied mündet. Bei einem Höhenunterschied von 234 m beträgt das mittlere Sohlgefälle 75,5 ‰. Das 2,816 km² große Einzugsgebiet wird über Wied und Rhein zur Nordsee entwässert.